# Proyecto arqueológico Entorno Jamila
El Proyecto Arqueológico ‘Entorno Jamila’  (PAEJ) es una investigación arqueológica transversal del hábitat humano en Alto valle del río Jabalón, a su paso por Villanueva de los Infantes (Ciudad Real, España) con más de tres décadas de trayectoria.

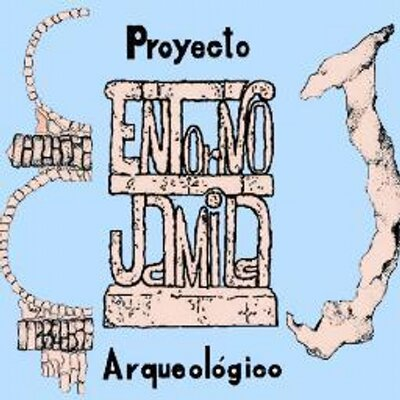
Logotipo del proyecto

El PAEJ nació en los años 80 del siglo XX, a iniciativa del arqueólogo Juan José Espadas Pavón, con la finalidad de conocer la Prehistoria y la Historia desde el Paleolítico hasta hoy día y, por ende, para profundizar en la evolución del paisaje humano y natural de la comarca del Campo de Montiel, una zona clave para comprender el tránsito entre la Meseta Sur y la Alta Andalucía. Hasta el momento se han excavado tres yacimientos: el cerro Castillón-Peñaflor, el puente de Triviño y Jamila. Fue este último topónimo el que sirvió, para denominar el yacimiento y el proyecto, por su centralidad y por la trascendencia mítica e histórica que tuvo para Villanueva de los Infantes y su Arqueología.
Desde los comienzos del PAEJ sus dos directores, tanto el inicial –Juan José Espadas Pavón– como el actual –Dr. Pedro R. Moya-Maleno–, han buscado implementar un plan integral de investigación, conservación, divulgación y formación arqueológica y motor de desarrollo para la zona. Igualmente, integrar, valorar y proteger el Patrimonio Histórico-Arqueológico, el Medio Natural y la Etnografía de este contexto.

## Área de estudio
El PAEJ analiza y pone en valor el Pasado de la vega del río Jabalón a su paso por Villanueva de los Infantes , en lo que prácticamente corresponde con la mitad Sur de su término municipal. Se trata de un valle de cerca de 2 km de anchura enclavado en el centro del Campo de Montiel, comarca geográfica e histórica entre la llanura manchega y vertiente norte de Sierra Morena y  la Sierra de Alcaraz. Dicha encrucijada de caminos Norte-Sur y el Este-Oeste de este afluente del Guadiana favoreció los asentamientos humanos en distintas épocas tanto en las terrazas como en el llano. 
En este contexto aparecen como determinantes otros núcleos de la zona desde el Paleolítico, algunos de ellos también excavados: véase desde la Edad del Bronce, el Cerro Bilanero (Alhambra), el castillejo del Bonete (Terrinches) o los existentes en las lagunas de Ruidera; el contacto e influencia iberorromana de Almedina, Mentesa (Villanueva de la Fuente), Laminium (Alhambra), el Cerro de las Cabezas de Valdepeñas o el poder de la Montiel medieval.

## Campañas

### Fase I (1983-1990): Primeros estudios arqueológicos y El Castillón-Peñaflor
A raíz del nacimiento de la autonomía de Castilla-La Mancha en 1982 y de la regulación que aportaba la Ley 16/1985, de 25 de junio, del Patrimonio Histórico de España, el arqueólogo Juan José Espadas Pavón, con el apoyo de, entre otros jóvenes investigadores, como Carmen Poyato Holgado, y el aval del Dr. Alfonso Caballero Klínk, por entonces, director del también nuevo Museo Provincial de Ciudad Real, encabezó los primeros estudios y publicaciones arqueológicas científicas en la zona. 
Tras unas prospecciones en 1983 y 1984 en yacimientos como el cerro de los Conejos, se desarrollaron las primeras excavaciones formales en Villanueva de los Infantes entre 1985 y 1987 en el yacimiento de El Castillón. En El Castillón se pudieron diferenciar las dos etapas. La primera como un importante centro dentro del periodo calcolítico, constatado  por la presencia de grandes cantidades de cerámica campaniforme, mircrolitos de sílex y otros elementos característicos (botones de perforación en V, etc.). La segunda etapa corresponde a la Reconquista y Repoblación, con una aldea fortificada del siglo XIII y conocida en las fuentes como Peñaflor. 

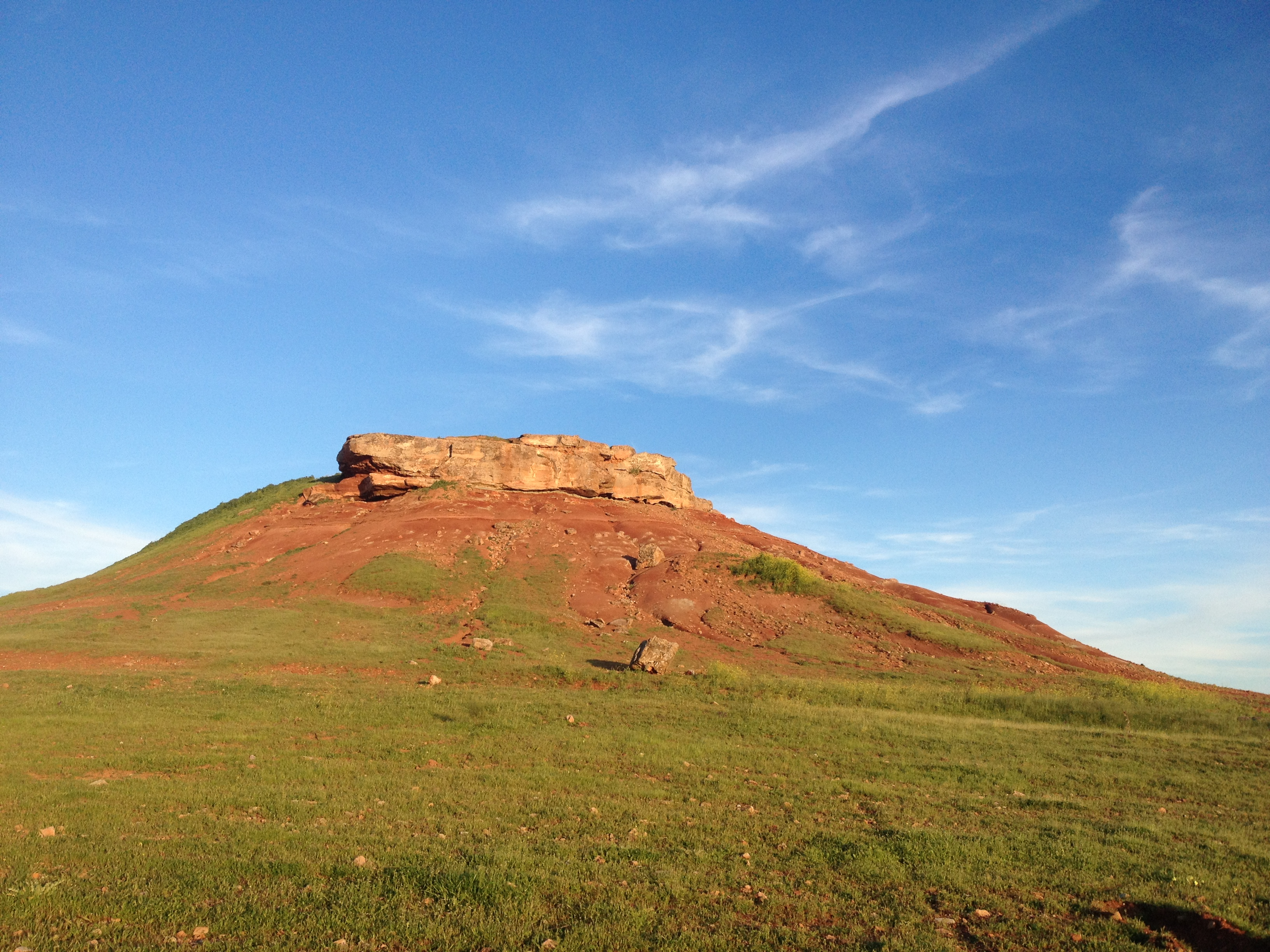
Cerro Castillón/ Peñaflor

Excavaciones:
- Cerro Castillón 1985
- Cerro Castillón 1986
- Cerro Castillón 1987

### Fase II (1997-2001): Expansión y consolidación de la investigación. Excavaciones en Jamila y en el puente de Triviño
Esta segunda etapa transcurre entre los años 1997 y 2001, realizándose excavaciones en Jamila entre 1997 y 1999 y en el puente de Triviño entre 2000 y 2001.
Durante los primeros años de los 90 salió a luz al Este del Santuario de Ntra. Sra. de la Antigua de Villanueva de los Infantes un gran edificio columnado que estaba siendo excavado por aficionados. Ante esta situación descontrolada y la importancia de los restos, Espadas excavó este lugar de Jamila entre los años 1997 y 1999 mediante varias campañas de campos de verano para jóvenes (Junta de Comunidades de Castilla-La Mancha) y del INEM. 
Los trabajos realizados dieron a conocer un gran edificio rectangular con 14 imponentes columnas. A pesar de ello, durante esta fase de excavación se generaron diversos problemas metodológicos y administrativos, desde apresuradas interpretaciones del edificio como un mausoleo romano –siguiendo una falsa tradición erudita– hasta un caso de bicefalía en la dirección del proyecto científico por parte de Carmen García Bueno.
La magnitud de los trabajos realizados y estos contratiempos fueron decisivos para dejar de excavar en Jamila e intervenir en otros yacimientos de interés para la zona. Así fue como, con idénticos planes de empleo, se pudo exhumar buena parte del puente de Triviño entre los años 2000 y 2001. Un viaducto sobre el río Jabalón en el camino de Almedina que, partiendo desde un puente posiblemente romano, de tres arcos, fue ampliándose en distintas épocas hasta ser una plataforma elevada con seis ojos y más de 100 metros, que salvaba los meandros e inundaciones del río Jabalón.
Entre los arqueólogos técnicos que participaron en las excavaciones, estuvieron Isidro G. Hidalgo, Carmen García Bueno y Diego Lucendo.

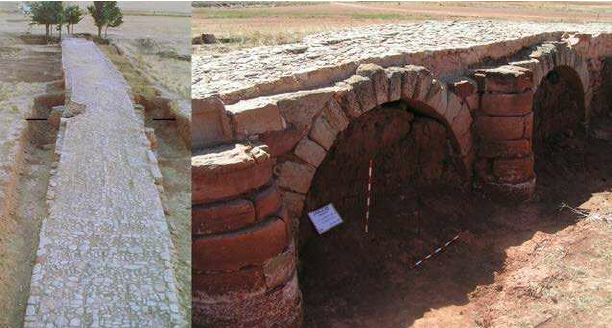
Imagen aérea de la calzada del puente de Triviño y arcada de la zona norte, tras las últimas excavaciones

Excavaciones:
- Jamila 1997
- Jamila 1998
- Jamila 1999
- Puente de Triviño 2000
- Puente de Triviño 2001

### Fase III (2004-…): Intervenciones en Peñaflor, puente Triviño y Jamila
Tras varios años de investigaciones, publicaciones y algún que otro sinsabor académico y administrativo, el PAEJ sufre una transición natural en la Dirección desde J.J. Espadas a Pedro R. Moya-Maleno, quien se había formado con el primero y quien había asumido paulatina responsabilidad en campañas anteriores. Durante esta nueva etapa, desde 2004 a la actualidad, se continúa interviniendo en zonas ya excavadas pero desde nuevos parámetros:
- Relectura y, en su caso, reinterpretación de los yacimientos y contextos excavados y estudiados hasta hoy día a través de intervenciones de pequeña envergadura y con consolidación y restauración de estructuras.
- Apoyo del M.I. Ayuntamiento de Villanueva de los Infantes, bien con fondos propios, bien canalizando partidas y recursos de otras administraciones y fuentes. Algunas campañas como única vía de financiación.
- Implementación de técnicas y tecnología propias de la Arqueología moderna: CAD, Arqueología Virtual, Bioarqueología, prospecciones geofísicas, Arqueología Experimental, etc.
- Desde 2007, carácter de escuela para arqueólogos, restauradores y profesiones afines, durante las campañas tanto como en los laboratorios anuales de la Universidad Complutense de Madrid (JamiLAB).
- Forjarse como una investigación abierta cronológica, por la amplitud de cronologías que se abarcan, y socialmente en tanto que un proyecto con claras líneas de Arqueología pública e Inclusión Social.

Esta etapa se inicia en 2004 con la excavación de urgencia en la necrópolis medieval de Peñaflor, de la que se obtuvieron interesantes resultados. Se prosiguió en 2005, ya con Moya-Maleno como Director, con un Campo de trabajo Internacional sobre el puente de Triviño, el cual siguió siendo interviniendo hasta 2008. En 2009, 10 años después de que dejara de excavarse en Jamila, se volvió a actuar sobre el edificio columnado. Desde entonces, y unido a la crisis económica de la segunda década del siglo XXI, se han alternado, incluso durante el mismo año, distintos trabajos de investigaciones en los tres yacimientos: microexcavaciones; trabajos de consolidación causados por erosión, los destrozos naturales y el vandalismo. La última excavación fue en 2014 en Jamila si bien en 2015 se llevó a cabo allí y en El Castillón sendas prospecciones geofísicas que han vuelto a poner sobre la mesa la importancia arqueológica de estos yacimientos. A lo largo de esta fase, han participado como codirectores de Arqueología y Restauración, Agustina Velasco, Elina Rodríguez Millán y Daniel Hernández Palomino. También en este tiempo se ha intensificado la labor científica y divulgativa de los miembros de este proyecto a través de numerosos artículos y monografías fruto del trabajo realizado por el PAEJ.
Excavaciones:

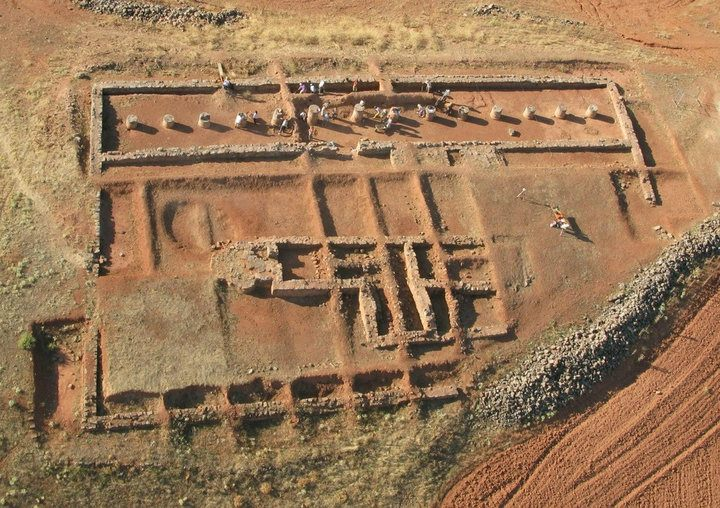
Vista aérea del edificio columnado de Jamila durante la campaña arqueológica de 2010

- Necrópolis de Peñaflor 2004 (CSN’04)
- Puente de Triviño 2005 (JMP’05)
- Puente de Triviño 2006 (JMP’06)
- Puente de Triviño 2007 (JMP’07)
- Puente de Triviño 2008 (JMP’08)
- Jamila 2009 (JML’09)
- Jamila 2010 (JML’10)
- Jamila 2011 (JML’11)
- Puente de Triviño 2011 (JMP’11)
- Necrópolis de Peñaflor 2013 (CSN’13)
- Jamila 2014 (JML’14)
- Jamila 2016 (JML’16)

Prospecciones geofísicas:
- Jamila 2009: Prospección magnética (contraste)
- Cerro Castillón-Peñaflor y Jamila 2015: Prospección georrádar (CAI UCM)

#### Resumen de campañas
| Año  | Campaña                          | Dirección                                                                      | N.º de Participantes | Financiación | Inversión (€) |
| ---- | -------------------------------- | ------------------------------------------------------------------------------ | -------------------- | --- | ------------- |
| 1997 | Excavación/Restauración          | Juan José Espadas Pavón                                                        |                      | Junta de Comunidades de Castilla-La Mancha, Ayuntamiento de Villanueva de los Infantes y Proyecto Arqueológico Entorno Jamila |               |
| 1998 | Excavación/Restauración          | Juan José Espadas Pavón // Carmen García Bueno                                 |                      | Junta de Comunidades de Castilla-La Mancha, Ayto de Vva. de los Infantes y P.A. Entorno Jamila                                |               |
| 1999 | Excavación/Restauración          | Juan José Espadas Pavón                                                        |                      | Junta de Comunidades de Castilla-La Mancha, Ayto de Vva. de los Infantes y P.A. Entorno Jamila                                |               |
| 2009 | Excavación/Restauración          | Pedro R. Moya-Maleno y Agustina Velasco Rodríguez                              |                      | Ayto de Vva. de los Infantes y P.A. Entorno Jamila                                                                            |               |
| 2010 | Excavación/Restauración          | Pedro R. Moya-Maleno y Agustina Velasco Rodríguez                              |                      | Ayto de Vva. de los Infantes y P.A. Entorno Jamila                                                                            |               |
| 2011 | Excavación/Restauración          | Pedro R. Moya-Maleno, Agustina Velasco Rodríguez y Ángel D. Bastos Zarandieta  |                      | |               |
| 2014 | Excavación/Restauración          | Dr. Pedro R. Moya-Maleno, , Daniel Hernández Palomino y Elina Rodríguez Millán |                      | |               |
| 2015 | Prospección Geofísica: Georrádar | Dr. Pedro R. Moya-Maleno (+ Javier Vallés, CAI UCM)                            |                      | Junta de Comunidades de Castilla-La Mancha                                                                                    |               |
| 2015 | Vuelo drone                      | Dr. Pedro R. Moya-Maleno (+ Gonzalo Velasco Conde UAVDrone)                    |                      | Diputación Provincial de Ciudad Real y P.A. Entorno Jamila                                                                    |               |
| 2016 | Excavación/Restauración          | Dr. Pedro R. Moya-Maleno y MA Daniel Hernández Palomino                        |                      | Junta de Comunidades de Castilla-La Mancha, Ayto de Vva. de los Infantes y P.A. Entorno Jamila                                |               |

## Apoyos y Financiación
El PAEJ viene siendo desarrollado gracias a la confluencia de distintos recursos humanos y económicos: 
- Subvenciones públicas: M.I. Ayuntamiento de Villanueva de los Infantes, Excma. Diputación Provincial de Ciudad Real y Junta de Comunidades de Castilla-La Mancha).
- Asociaciones Culturales: Asociación Manchega para la Historia y la Arqueología (AMHA).
- Instituciones Públicas y Fundaciones: Fundación para la Ciencia y Tecnología (FECyT), Fundación José María de Jaime y Universidad Complutense de Madrid.
- Empresas y Entidades privadas: Bar Candil II, Caja Rural Castilla-La Mancha, Cooperativa Sto. Tomás de Villanueva, JAS Arqueología, Turinfa, etc.

En 2010 el PAEJ recibió el Premio de la Fundación José María de Jaime, dotado con 1.500€. También ha contado con el apoyo de numerosos trabajadores, especialistas y estudiantes que, de una forma u otra, han aportado su esfuerzo, conocimientos, medios y dinero altruistamente al PAEJ.

## Escuela de Arqueología
El PAEJ desarrolla labores de escuela de aprendizaje y perfeccionamiento de la Arqueología para estudiantes y profesionales vinculados a la Arqueología, Historia, Historia del Arte, Arquitectura, Restauración, etc. El PAEJ está posicionado contra el cobro de matrículas a los estudiantes en prácticas.
Desde 2007 han sido más de 120 personas procedentes de todo el mundo las que han frecuentado las campañas, siendo mayoritariamente satisfactorias las repuestas de las encuestas a las que se les somete.